# 玉山周報

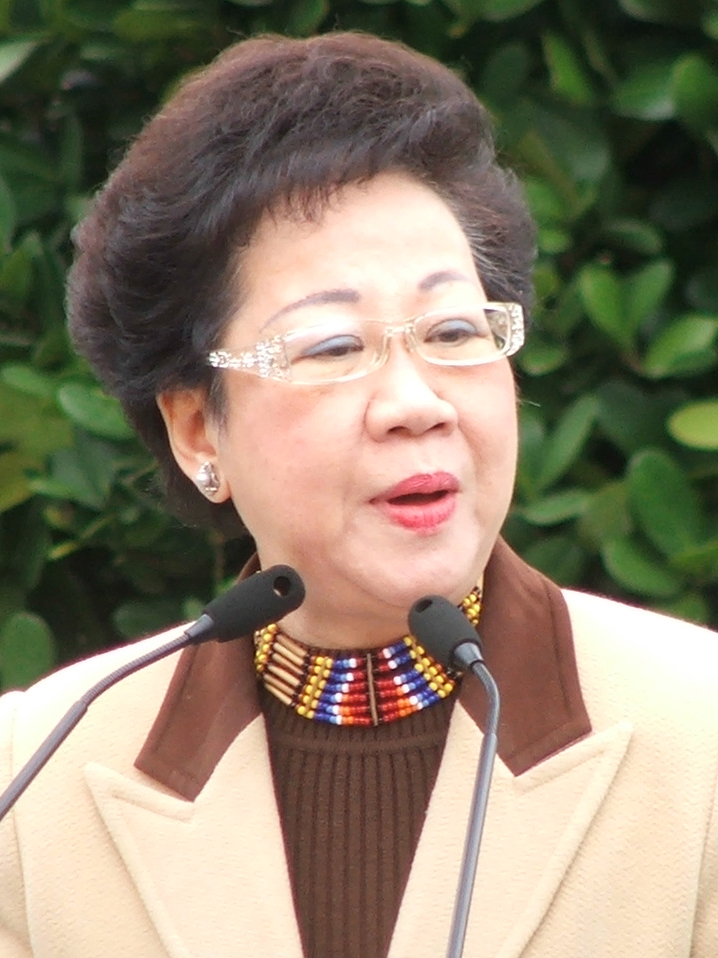
中華民國第一位女性副總統呂秀蓮

《玉山周報》是台灣曾經存在的一份週刊型報紙，由前中華民國副總統呂秀蓮於2009年創辦、「玉山文化」發行，於每週四出刊。原預定2009年4月10日發行「《玉山周報》典藏版」、5月20日正式創刊，因籌備不及，特刊典藏版延至於5月20日發行，正式創刊日延至6月11日。資本額原預定新台幣3億元，2009年5月僅到位新台幣1億元，其中呂秀蓮賣房子出資約新台幣3000萬元。

## 歷史
2008年12月，呂秀蓮與前《民眾日報》社長李哲朗聯合署名的《新民報》發起說帖在泛綠流傳，總長7頁，以「正常化、全球化、資訊化」來闡述為何需要《新民報》，提出要先組「新報股份有限公司」籌資，資本額定為新台幣6億元，每股票面價格新台幣10元，希望初次籌資就募到新台幣3億元；《新民報》要以每日15點整出刊的「午報」定位來進軍晚報市場，因「同類媒體只有《聯合晚報》一家」；《新民報》預計以16開版發行6張、24版，以「台灣心、世界觀」立場堅守台灣主權與尊嚴，並報導各國（尤其中國）政治及經濟發展；《新民報》預計頭版、2版都是國際新聞，10版討論法治及人權，9版社會新聞更強調「另以媒體觀察，將媒體亂報等情事予以批擊」；為節省成本，《新民報》將委外印刷，不設印刷廠，但要「集結『退職民代、官員、學者、將參政者』組地方服務處」辦活動爭取補助。同月5日，《台灣蘋果日報》社長杜念中表示，他對《新民報》創刊一事樂觀其成，因為可以增加報紙之間的競爭，創造就業機會；國立臺灣大學政治學系教授王業立表示，政治人物介入媒體是為了政治目的，可以想見，泛綠人士應認為目前媒體對他們不利，所以他們想做平衡，但台灣各界長久以來都希望「黨政軍退出媒體」，政治人物介入媒體是違反「黨政軍退出媒體」、且使媒體環境愈來愈不健康；國立臺灣藝術大學應用媒體研究所副教授賴祥蔚則認為，公職人員不能介入媒體，卸任政治人物介入媒體則有討論空間，若資本結構能公開透明，基於媒體多元，卸任政治人物介入媒體並無不可。
2008年12月31日，《台灣壹週刊》報導，中華民國前總統陳水扁雖二度遭收押，但其資金並未被凍結，將出資新台幣2億元給呂秀蓮辦報紙，並確定取用中華民國國家安全局給陳水扁的代號“玉山”定名為《玉山午報》，陳水扁家庭的理念和報導將會占據該報相當大的版面，像陳水扁辦公室的澄清稿、陳幸妤投書等都將被該報優先刊載；呂秀蓮最近積極與綠營人士及金主餐敘，表明她希望募集新台幣7億元創辦《玉山午報》，其中2億元她已經找到大金主投資、5億元她希望仿效民視模式以每股新台幣10萬元募集小股東，但知情人士說投資新台幣2億元的人即是陳水扁；為了淡化陳水扁的色彩，呂秀蓮刻意對綠營人士解釋說取名「玉山」是因為玉山是台灣的象徵；而未來為了提高訂閱率，《玉山午報》上架時間將趕在《聯合晚報》上架前，報導的內容將以民進黨與獨派新聞為主，立法院消息將占最大版面，並請民進黨黨員派專人提供消息給該報。同日，呂秀蓮駁斥，她與陳水扁從來都沒討論到辦報，且辦報目前八字沒一撇，但她會持續為辦報募款，她要向《台灣壹週刊》提告求償並拿賠償金來辦報。同日，呂秀蓮辦公室發布聲明，《台灣壹週刊》該篇報導捏造不實、未經查證，呂秀蓮辦公室要求《台灣壹週刊》於下一期公開更正道歉，《玉山午報》正在依《公司法》規定申請公司登記、並將於2009年1月開始依法進行招募股東與籌組公司等工作。同日，民進黨立法委員潘孟安說，呂秀蓮上星期曾會見部分泛綠立法委員，談到她將參加美國總統巴拉克·歐巴馬就職典禮，也提到她正在以每股新台幣10萬元募款辦報，所以她辦報的錢都是她自募的款項，與陳水扁無關；民進黨立法委員賴清德則說，他不知道《台灣壹週刊》的說法來自何處，呂秀蓮看到目前的媒體對藍營一路偏頗才會想辦報，媒體不應該把任何民進黨的事都與陳水扁劃上等號。同日，高雄縣長楊秋興說，這種時機辦報只是浪費資源，現在募款辦報紙一定辦不起來，比較重要的事情是要讓「本土派報紙」生存下去。
2009年1月，台灣戰略學會秘書長王崑義說，呂秀蓮於2008年9月特別找他去談辦報的理念與作法，「畢竟這20幾年來我都在台灣的媒體工作」，當時他問呂秀蓮「想要辦報是為了理念，還是為了制度」，呂秀蓮沒有明白回答，但他可以看出呂秀蓮想要辦報「還是偏向理念型的作法」；他認為，有很長的一段時間，呂秀蓮一直很納悶為何台灣媒體總是有意無意的要醜化她，她從被稱為「深宮怨婦」開始就不是媒體寵兒，跟中華民國總統馬英九受到的待遇差很多，「這當然也是她想要辦報的主因」。
2009年1月12日，呂秀蓮在台北市召開記者會說明參加歐巴馬就職慶賀團事宜，她背後懸掛一幅玉山照片，玉山照片上寫著「玉山午報」四字。她坦言，這是即將出刊的《玉山午報》刊頭，明天（13日）將先印製5000份說帖，隨即展開募款，也希望採取「榮譽訂戶」方式鼓勵大家訂閱，繳新台幣1萬元可以訂報3年。她表示，她已向經濟部商業司登記成立「玉山文化事業股份有限公司」，預計2009年3月底正式成立該公司。她說，《玉山午報》「是我一生最後的一役」，希望打造台灣成為一個高尚、嶄新的國家。
2009年1月13日，呂秀蓮、李哲朗與前行政院副院長吳榮義聯名的《玉山午報》說帖出爐；同月17日，呂秀蓮幕僚透露，呂秀蓮對《玉山午報》規劃頗有定見，如親自命名為《玉山午報》、排除李哲朗建議的命名《美麗島報》，也推翻李哲朗「辦只有3大張政治及經濟新聞的報紙」的主張，還堅持《玉山午報》英文名稱不必因「午報」二字而有「evening（下午）」字眼，《玉山午報》英文名稱定為「Formosa Post」。
2009年1月18日，呂秀蓮接受美國紐約台灣會館及大紐約地區泛綠人士邀請，在美國紐約市法拉盛召開記者會，表示希望募集新台幣6億元及3萬訂戶，期盼在2009年2月底前籌足第一期資本額，屆時將成立「玉山文化事業股份有限公司暨玉山午報籌備處」。她強調，《玉山午報》是一份兼具本土與國際、人文和科技、求真求善又求美的嶄新報紙，提升台灣的正常化、全球化與優質化，是一份「思想的營養晚餐」，未來每天都會辦「焦點論壇」。
2009年2月1日，呂秀蓮在「玉山盟迎春曲」活動正式宣布《玉山午報》成立，她說，日前她參加歐巴馬就職典禮，拜訪美國友人後得到強烈訊息，「美國認為：台灣已經換人執政，這個新的政府是人民選出來的。只要兩岸之間沒有衝突，只要台灣人民沒有其他的聲音，美國是認定：這個政府所做的事，就是台灣人民認可的；所以，基於《台灣關係法》的基本精神，他們不必管我們太多了」；她說，台灣當然有其他聲音，但是不夠大、不夠響亮，以致於美國以為「台灣已經乖乖邁向中國；台灣不發聲，美國就不用操心」，「如果不是走了華府一趟，我還沒有那麼堅定的信心：台灣需要《玉山午報》。」呂秀蓮同時宣示她發行《玉山午報》的決心：「天底下有比建國更艱苦的事情嗎？如果辦報都辦不起來，能夠建國嗎？」吳榮義則說：「現在媒體不景氣，所以如果我們真的開始需要記者的話，應該還是可以找到人吧，而且還是素質不錯的記者。」

2009年2月3日，國立中山大學電機學系教授陳茂雄說：
|  | 辦報或是電子媒體，是絕大部分獨派（台獨）人士所期待。獨派人士認定：「綠營所以會失敗，是因為媒體與教育居劣勢，造成台灣人的台灣意識不強；只要多辦媒體，就可以教化人民。」他們沒有想到：2000年以前，親綠媒體非常少；民進黨執政之後，因西瓜效應，親綠媒體才逐漸增加；到了2008年總統大選前，親綠媒體達到最高峰，立委選戰及總統大選綠營反而大敗。將敗選的因素歸之於媒體，是太墮落的說詞；綠營應該反省：有100萬以上的選民在2004年支持民進黨，到2008年卻變卦，這到底是什麼原因？ 有不少獨派人士自認為是「先知」，負有教化人民的責任，其所做的工作是告訴民眾「中共有多惡劣」、「國民黨如何親共」、「只有支持民進黨才能救台灣」，可是只有親綠民眾才信這一套。一般民眾不受影響，他們抗拒親綠的「先知」。最後演變成深綠對深綠說教，形同牧師對神父講解《聖經》一樣，完全沒有能力擴張綠色版圖。即使再多辦幾份親綠報紙、親綠電視台，還是一樣在綠營打轉，聲音傳不出去。 |

2009年2月5日，《台灣壹週刊》第402期的〈壹觀點〉評：
|  | 有人願意出錢辦報，增加就業機會，當然是好事。但是呂秀蓮的辦報是為了建國，在她身旁替她加油的都是台獨人士，她募款對象都是深綠人士；整個場景和訴求，和三十年前的黨外一樣，彷彿走入時光隧道。…… 其實，辦報和政治是兩回事。當年國民黨控制所有媒體，照樣失去政權；當年黨外手上沒有一份自己的媒體，卻能掌握政權。民進黨把自己的失敗歸之於親中媒體或統派媒體，根本是逃避現實、自欺欺人；呂秀蓮想要辦報建國，也是基於同樣邏輯。 幸運的是，這些錢都是別人的，花光了就算了。整個辦報過程則是一種政治舞台，對呂秀蓮個人來說，有百利而無一害，即使被人罵瘋子，也會甘願承受；而那些捐錢認股的人，都把它當作一種建國奉獻，即使註定失敗，也會有淒涼美感。 |

2009年3月18日，呂秀蓮說，4月10日是美國制定《台灣關係法》公布實施30週年，4月17日是清朝簽定《馬關條約》的日子，這些時間點都對台灣前途產生重要變化，因此她將先在2009年4月10日推出《玉山周報》典藏版，2009年5月20日推出《玉山周報》；《玉山午報》同時公布第一波人事，前中央通訊社社長劉志聰擔任總編輯，前行政院秘書長陳景峻擔任總主筆，前《台灣日報》副總編輯葉柏祥與前《中時電子報》副總編輯朱蒲青擔任副總編輯。
2009年3月21日，呂秀蓮應台灣心會邀請演講〈台灣發展前景與媒體亂象〉時說，《玉山周報》將於該年4月10日推出典藏版、該年5月20日創刊。呂秀蓮說，她辦報不是為政黨或財團，是為台灣人民，希望未來走向「媒體公民化」；她說，尤其現今台灣報紙被台灣本土財閥、香港財閥與中國財閥壟斷，所以她要為台灣人民辦報，全民都是讀者、股東，一起來關心台灣的前途；她說，第一階段《玉山周報》先出來，第二階段辦《玉山電報》結合資訊產業、進入無紙化時代，第三階段才會辦《玉山午報》。
2009年4月10日，呂秀蓮舉辦《玉山周報》出刊記者會，正式介紹《玉山周報》典藏版，吳榮義、劉志聰、陳景峻等人也出席，但《玉山午報》社長李哲朗未出席，讓不少關心《玉山午報》的人納悶萬分、也議論紛紛。2009年5月1日，台北市政府核准玉山文化的設立登記，玉山文化成立時總部設於台北市大安區光復南路102號11樓（華視光復大樓內）。
2009年5月，王崑義評：「從去年開始決定創辦《玉山午報》以後，呂秀蓮盡量避開民進黨『鬥士們』的糾纏……只是，創辦媒體不過是呂秀蓮在利用自己最後的剩餘價值。以當前都是由資本家作為主導的台灣媒體，只想再以過去黨外時代一塊錢、兩塊錢募款的方式撐起媒體的大旗，至今我還是覺得『勇氣可嘉』卻『成事不足』；所以，這裡再討論呂秀蓮辦報的事，已經顯得多餘。」
2009年5月7日，呂秀蓮分別拜會台中市政府與台中市議會，推銷訂閱《玉山午報》。
2009年5月11日，作家魚夫評：「前副總統呂秀蓮堅持辦報，也說要賣房子，聽來實在很辛酸：當全世界最大的網路書店都積極開紙本以外的出版品時，台灣的前副總統卻仍然在賣房子辦報。呂副其實也不是沒有找我去，但我和許多『玉山』（台灣玉山網路電視台）的山友一樣討人厭，老是講數位啦、完全免費啦等擋人錢財的事。……呂副的問題，在她不懂何謂數位，而周邊又圍繞太多的前朝遺老罷了。」
2009年5月20日，《玉山周報》雙特刊典藏版上市，是將特刊號與典藏版合售，每份售價新台幣100元。同日上午，玉山媒體成立酒會與《玉山周報》雙特刊發行酒會，總統府秘書長詹春柏代表馬英九到場向呂秀蓮道賀，民進黨主席蔡英文也到場。
2009年6月11日，《玉山周報》創刊號上市，呂秀蓮親自到統一超商門市造勢並向民眾推銷，創刊號封面故事是朱立熙撰寫的〈誰害死盧武鉉？〉；呂秀蓮同時說，《玉山周報》不會有簡體中文版，但她先前上廣播節目時，有中國聽友問她如何才能看到《玉山周報》；陳景峻則說，《玉山周報》約有八十名中國訂戶，分散於福建、廣東及上海。
2009年6月25日，針對《玉山周報》負責管理網路的張姓男員工在噗浪披露自己被男同事性騷擾案，《玉山周報》總經理徐松川說，「這位張姓員工是我們的員工，他也承認這是他自己寫的，他認為說這是過去式、過去的場景，只是現在聊天這樣講，可是我們也有點懷疑」。
2009年7月16日，高雄世運開幕，為了避免政治干擾體育，傳出原本在會場美食攤位設攤希望拓展台灣南部市場的《玉山周報》遭高雄市政府以申請項目不符為由強制撤攤；同月17日，徐松川說，該報並不清楚承包商跟高雄市政府間簽定的合約是什麼，在高雄市政府人員通知承包商後，該報已經主動撤攤。
2010年，王崑義擔任《玉山周報》總編輯。2011年3月，《玉山周報》總編輯朱蒲青離職。
2011年6月1日，《玉山周報》在台北國賓大飯店舉行兩週年暨改版茶會，宣布自該日發行的第102期起改版成特16開、80頁，並新開副刊〈綠色21〉；茶會由陳景峻主持，社長劉志聰發表感言，《玉山電報》總監陳宗逸介紹《玉山電報》的特色與未來發展，《玉山電報》「台灣安全鐘」召集人賴怡忠報告「台灣安全鐘」3月至5月的調撥狀況；茶會來賓有台灣團結聯盟黨主席黃昆輝、前民主進步黨主席許信良、前行政院副院長吳榮義、前國家安全會議秘書長康寧祥、前台北縣長尤清、台灣獨立建國聯盟主席黃昭堂、前國策顧問謝聰敏、台灣國辦公室創辦人王獻極、台灣基督長老教會牧師羅榮光、國立台灣大學名譽教授李鴻禧等。
2011年9月19日，呂秀蓮召開記者會說明，為了全心全力投入「救地球、保台灣」運動，《玉山周報》於2011年10月發行第120期後停刊一年，停刊原因不是外傳的因每月燒掉新台幣上百萬元人事費用導致股東會決定停刊。2011年10月2日，《玉山周報》停刊，社長劉志聰與總編輯葉柏祥已經離職。2011年10月8日，呂秀蓮於台大校友會館舉辦「玉山之友感恩茶會」，前國策顧問黃天麟、前僑務委員會委員長張富美、人民最大黨主席許榮淑、前銓敘部部長朱武獻和律師林瑞富都出席。
2013年6月23日至9月1日，玉山文化與佛光山佛陀紀念館合辦「台灣21名家聯展」，共有86位台灣藝術家參加聯展，擔任綠色21台灣聯盟理事長的呂秀蓮是聯展催生人，前台灣團結聯盟黨主席蘇進強擔任聯展總策畫。
經濟部商業司網站查無玉山文化的公司登記資料。《玉山周報》停刊後，未曾復刊。玉山文化旗下各個官方網站，現在都已經廢站。

## 外部連結
- 玉山電報Facebook
- 玉山午報網址(Formosa Post) （页面存档备份，存于）
- YouTube玉山電報頻道 （页面存档备份，存于）
- 今日新聞網雜誌櫃－玉山周報